# The Foreclosure
The Foreclosure est un film muet américain réalisé par Allan Dwan et sorti en 1912.

## Synopsis
Joe le Mexicain tient le vieux John Watkin grâce à une hypothèque sur son ranch. En échange, il lui demande la main de sa fille Jessie. Mais Watkin meurt d'une crise cardiaque…

## Fiche technique
- Titre : The Foreclusore
- Réalisation : Allan Dwan
- Genre : Western
- Date de sortie : États-Unis : 19 septembre 1912

## Distribution
- J. Warren Kerrigan : James Wilcox
- Pauline Bush : Jessie
- Marshall Neilan
- Jack Richardson : Joe le Mexicain